# Vähä Kurjärvi
Vähä Kurjärvi är en sjö i kommunen Joutsa i landskapet Mellersta Finland i Finland. Sjön ligger 99,3 meter över havet. Arean är 63 hektar och strandlinjen är 5,36 kilometer lång. Sjön  ingår i Kymmene älvs huvudavrinningsområde.   Den ligger omkring 50 kilometer söder om Jyväskylä och omkring 190 kilometer norr om Helsingfors. 